# St. Nikolaus (Berg)

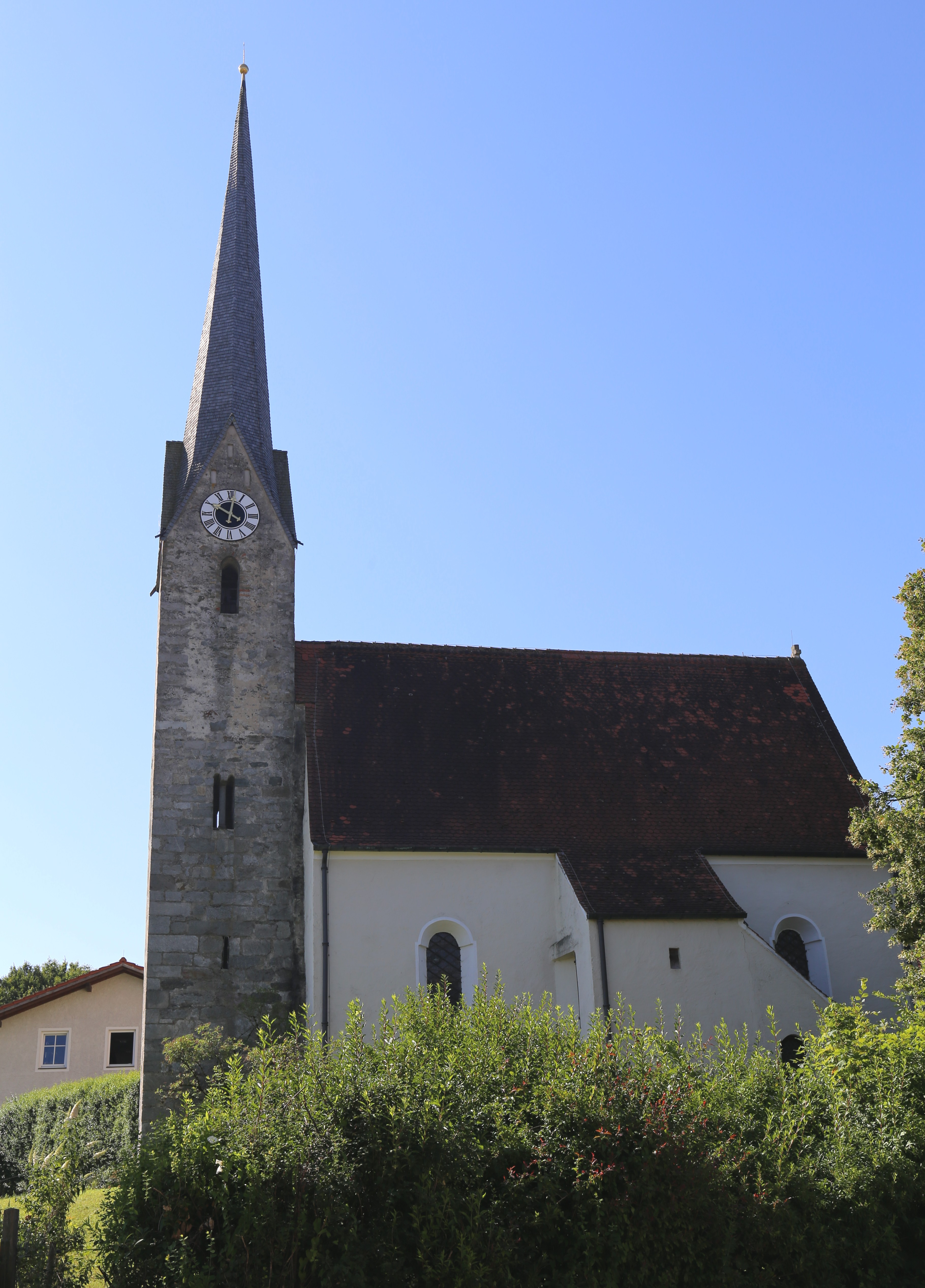
St. Nikolaus in Berg

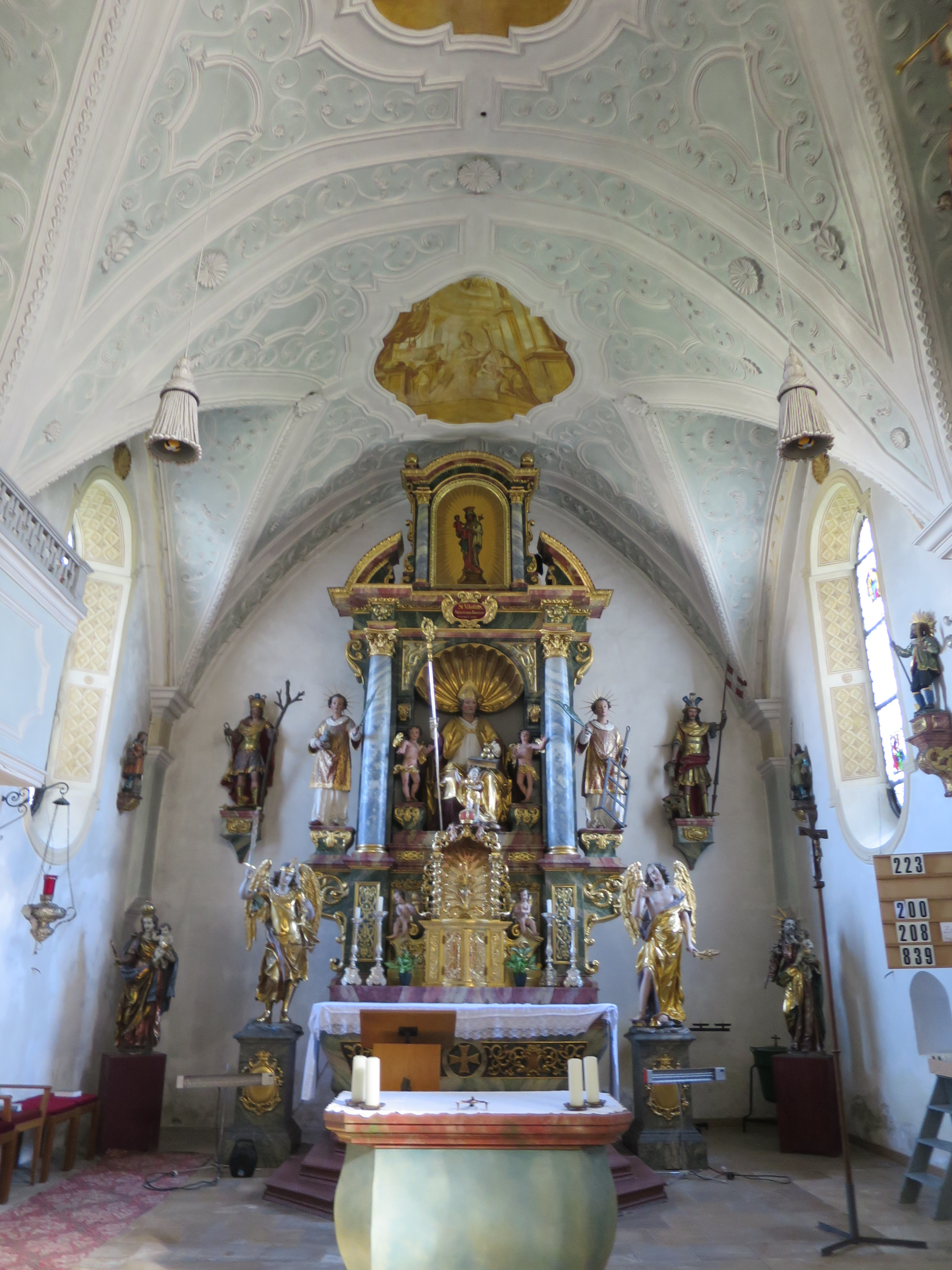
Hochaltar

Die römisch-katholische Filialkirche St. Nikolaus steht in Berg, einem Gemeindeteil von Schnaitsee im oberbayerischen Landkreis Traunstein. Das Bauwerk ist als Baudenkmal unter der Nr. D-1-89-142-11 eingetragen. Die Kirche gehört zum Erzbistum München und Freising.

## Beschreibung
Die gotische Saalkirche wurde im 15. Jahrhundert unter Einbeziehung der unteren Geschosse des Kirchturms des romanischen Vorgängerbaus aus dem 12. Jahrhundert erbaut und im späten 17. Jahrhundert barock umgestaltet. Dem Langhaus mit drei Jochen ist im Osten der Kirchturm vorgestellt, in dessen Glockenstuhl zwei Kirchenglocken hängen, und der mit einem spitzen Helm bedeckt ist. An der Nordwand des Langhauses befindet sich ein Anbau, in dem sich ein Windfang befindet, der mit einem Netzgewölbe überspannt ist. Der Innenraum des Langhauses ist mit einem Stichkappengewölbe bedeckt. Die Fresken in Grisaille wurden 1797 von Franz Joseph Soll eingefügt. Der 1664 gebaute Hochaltar wird von den Skulpturen der heiligen Sebastian und Laurentius flankiert. Auf dem Altarretabel ist Nikolaus von Myra zwischen Putten dargestellt.